# Canadá nos Jogos Olímpicos de Verão de 2020
O Canadá está representado nos Jogos Olímpicos de Verão de 2020 por um total de 370 desportistas que competem em 30 desportos. Responsável pela equipa olímpica é o Comité Olímpico Canadiano, bem como as federações desportivas nacionais da cada desporto com participação.
Os portadores da bandeira na cerimónia de abertura foram o jogador de rugby Nathan Hirayama e a jogadora de basquetebol Miranda Ayim.

## Medalhistas
A equipa olímpica do Canadá obteve as seguintes medalhas:
| Nome | Desporto          | Competição                 |
| --- | ----------------- | -------------------------- |
| Ouro |                   |                            |
| Andre De Grasse | Atletismo         | 200 M                      |
| Damian Warner | Atletismo         | Decatlo M                  |
| Kelsey Mitchell | Ciclismo em pista | Velocidade individual F    |
| Equipa | Futebol           | Torneio F                  |
| Maude Charron | Halterofilia      | 64 kg F                    |
| Margaret MacNeil | Natação           | 100 m borboleta F          |
| Lisa Roman Kasia Gruchalla-Wesierski Christine Roper Andrea Proske Susanne Grainger Madison Mailey Sydney Payne Avalon Wasteneys Kristen Kit (t) | Remo              | Oito com timoneiro (W8+) F |
| Prata |                   |                            |
| Mohammed Ahmed | Atletismo         | 5000 m M                   |
| Kylie Masse | Natação           | 100 m costas F             |
| Kylie Masse | Natação           | 200 m costas F             |
| Kayla Sanchez Margaret MacNeil Rebecca Smith Penny Oleksiak                                                                                      | Natação           | 4×100 m livre F            |
| Laurence Vincent-Lapointe | Canoagem          | C1 200 m F                 |
| Jennifer Abel Mélissa Citrini-Beaulieu | Saltos            | Trampolim 3 m sincro. F    |
| Bronze |                   |                            |
| Andre De Grasse | Atletismo         | 100 M                      |
| Evan Dunfee | Atletismo         | 50 km marcha M             |
| Aaron Brown Jerome Blake Brendon Rodney Andre De Grasse                                                                                          | Atletismo         | 4×100 m M                  |
| Lauriane Genest | Ciclismo em pista | Kerin F                    |
| Penny Oleksiak | Natação           | 200 m livre F              |
| Kylie Masse Sydney Pickrem Margaret MacNeil Penny Oleksiak                                                                                       | Natação           | 4×100 m estilos F          |
| Laurence Vincent-Lapointe Katie Vincent | Canoagem          | C2 500 m F                 |
| Caileigh Filmer Hillary Janssens | Remo              | Dois sem timoneiro (W2-) F |
| Equipa | Softbol           | Torneio F                  |
| Jessica Klimkait | Judô              | –57 kg F                   |
| Catherine Beauchemin-Pinard | Judô              | –63 kg F                   |